# Джон Гайнц
Генрі Джон Гайнц III (англ. Henry John Heinz III; 23 жовтня 1938, Піттсбург, Пенсільванія — 4 квітня 1991, округ Монтґомері, Пенсільванія) — американський бізнесмен і політик-республіканець. Він представляв штат Пенсільванія в обох палатах Конгресу США, спочатку в Палаті представників з 1971 по 1977, а потім у Сенаті від 1977 до своєї смерті.

## Біографія
Він навчався у Phillips Exeter Academy. У 1960 він закінчив Єльський університет, а у 1963 отримав ступінь MBA у Гарвардській бізнес-школі, а потім служив у ВПС США. Він одружився у 1966, у пари було троє синів.
Гайнц почав кар'єру як бізнесмен, працюючи на різних посадах у компанії Heinz, яка була заснована його прадідом Генрі Гайнцом. Він з 1970 по 1971 викладав в Університеті Карнегі-Меллона.
Сенатор Гайнц загинув у авіакатастрофі, яка забрала життя семи чоловік. Вертоліт Bell 412 зіткнувся з його літаком. Його могила знаходиться у Homewood Cemetery у Піттсбурзі. Вдова Гайнца у 1995 році вийшла заміж за сенатора-демократа Джона Керрі.